# Ebner von Eschenbach
La famiglia Ebner von Eschenbach fu una famiglia patrizia originaria di Norimberga, dove fu presente nel consiglio cittadino quasi ininterrottamente dal 1319 al 1806.
La famiglia contrasse matrimoni con casate importanti a Norimberga come gli Harsdorf von Enderndorf.

## Storia
L'origine della famiglia degli Ebner von Eschenbach è probabilmente da ricondurre nell'area di Nördlingen e Donauwörth, dove alcuni membri della casata sono documentati già dalla metà del XIII secolo. La famiglia doveva già essere già presente a Norimberga e dotata di notevoli ricchezze se contribuì attivamente alla costruzione del locale monastero di Santa Clara, consacrato nel 1274. Gli Ebner aumentarono ancor più le loro ricchezze con transazioni finanziarie e prestiti, di cui il più copioso e fruttuoso all'imperatore Ludovico IV del Sacro Romano Impero, dal quale ricavarono anche privilegi commerciali per l'industria estrattiva in Ungheria ed il commercio tessile nelle Fiandre. Nel XIV secolo iniziarono i commerci anche con la Boemia. Nel 1377 la famiglia fondò la società commerciale Ebner-Muffel e nel 1431 già disponevano di filiali nel Medio Reno, nelle Fiandre e nella regione dei Carpazi.
Dopo la soppressione delle libere città imperiali e del patriziato a Norimberga, gli Ebner von Eschenbach vennero immatricolati nel 1813 nella nobiltà bavarese ed ottennero nel 1825 il rango baronale.

## Membri notabili

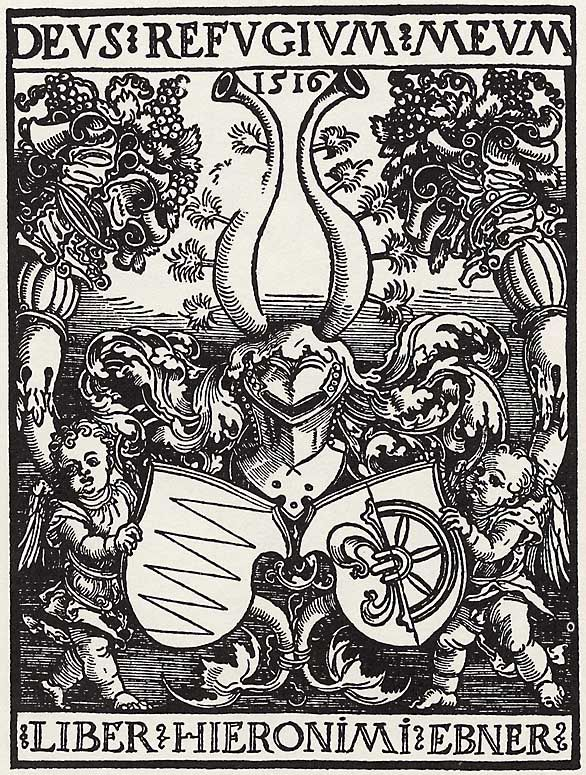
Ex libris di Hieronymus Ebner (1516).

- Christine Ebner (1277-1356), mistica del monastero di Engelthal
- Hieronymus Ebner (1477-1532), consigliere di Norimberga al tempo della Riforma protestante
- Erasmus Ebner (1511-1577), diplomatico, studioso e statista.
- Hieronymus Wilhelm Ebner von Eschenbach (1673–1752), diplomatico, storico, studioso, sostenitore dell'Illuminismo, fondatore di una ricca biblioteca privata, la Bibliotheca Ebneriana.
- Marie von Ebner-Eschenbach (1830-1916), scrittrice, il cui marito Moritz von Ebner-Eschenbach era figlio di Wenzel von Ebner e che ricevette la possibilità di aggiungere al proprio cognome il suffisso "von Eschenbach" nel 1796. Le due famiglie non avevano legami tra loro.